# Mångformig rosettlav
Mångformig rosettlav (Physcia dubia) är en lavart som först beskrevs av Franz Georg Hoffmann, och fick sitt nu gällande namn av Lettau. Mångformig rosettlav ingår i släktet Physcia och familjen Physciaceae.  Arten är reproducerande i Sverige. Inga underarter finns listade i Catalogue of Life.

## Källor

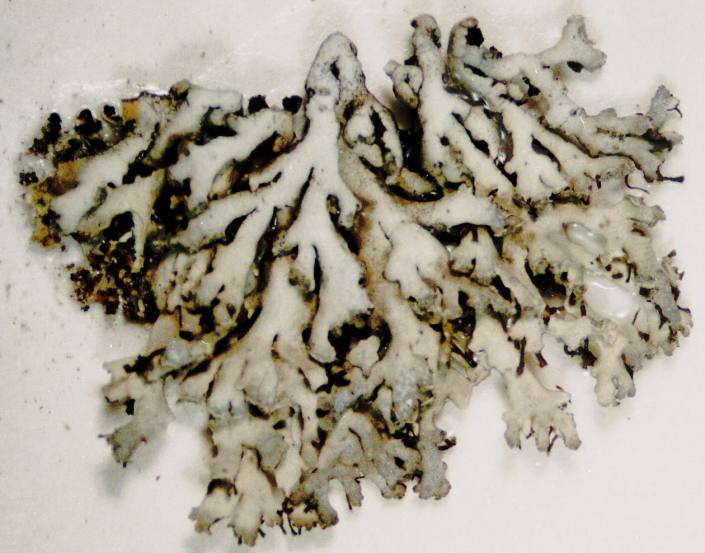
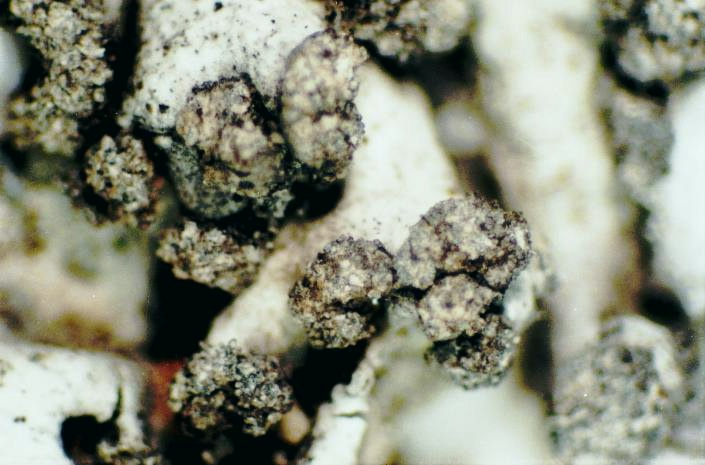
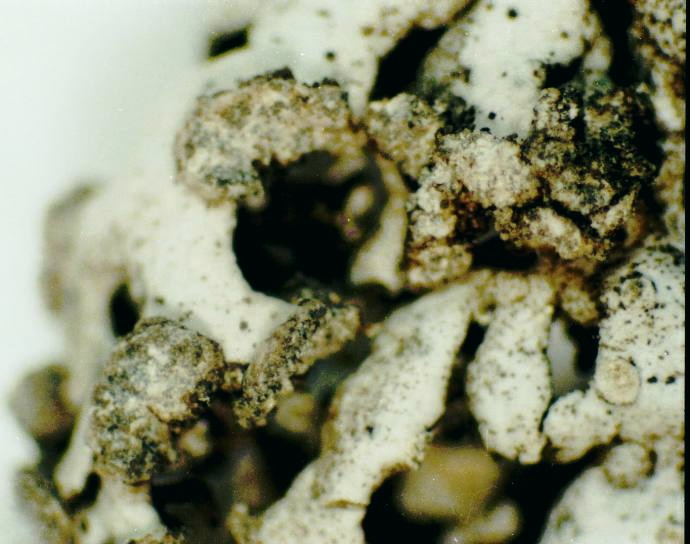
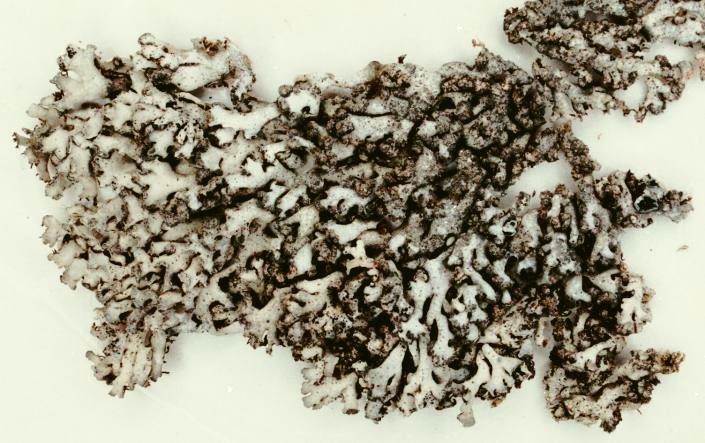